# Cycas revoluta

Sezione trasversale della foglia al microscopio

Cycas revoluta Thunb., 1782 è una pianta della famiglia Cycadaceae, originaria del Giappone.

## Storia
La pianta, scoperta alla fine del XVIII secolo, è nativa del Giappone meridionale.
Fu messa per la prima volta a dimora in Europa nel 1793, presso l'Orto botanico di Palermo.

## Descrizione
Cresce ottimalmente in terreni sabbiosi, ben drenati,  in aree con estati molto calde (temperature medie di 30-35 °C) ma tollera anche climi con temperature più basse. La occasionale esposizione a temperature al di sotto dello zero può causare danni alle foglie.
L'aspetto ricorda la palma sia per il fusto, poco ramificato, che per la disposizione  delle foglie, grandi e pennate poste a spirale alla sommità del fusto, come una corona. Il fusto raggiunge un diametro di circa  20 cm ed ha una crescita molto lenta: lungo pochi centimetri nelle piante giovani, negli esemplari molto anziani (oltre 50 anni) può raggiungere i 6–7 m di altezza.
Le foglie, di colore verde brillante e lunghe sino a 1,5 metri, sono pennate, leggermente arcuate, lucide ed appuntite. 
Le singole foglioline, rigide e sottili, sono lunghe 8–18 cm; quelle più vicine al fusto si modificano in forma di spine. Le foglie giovani appaiono in primavera all'apice del fusto in gruppi numerosi; al momento dell'emergenza dal fusto sono raggomitolate e coperte da una densa peluria; nel giro di pochi giorni si dispiegano e raggiungono rapidamente l'aspetto delle foglie mature.

Differenti fasi della foliazione di Cycas revoluta
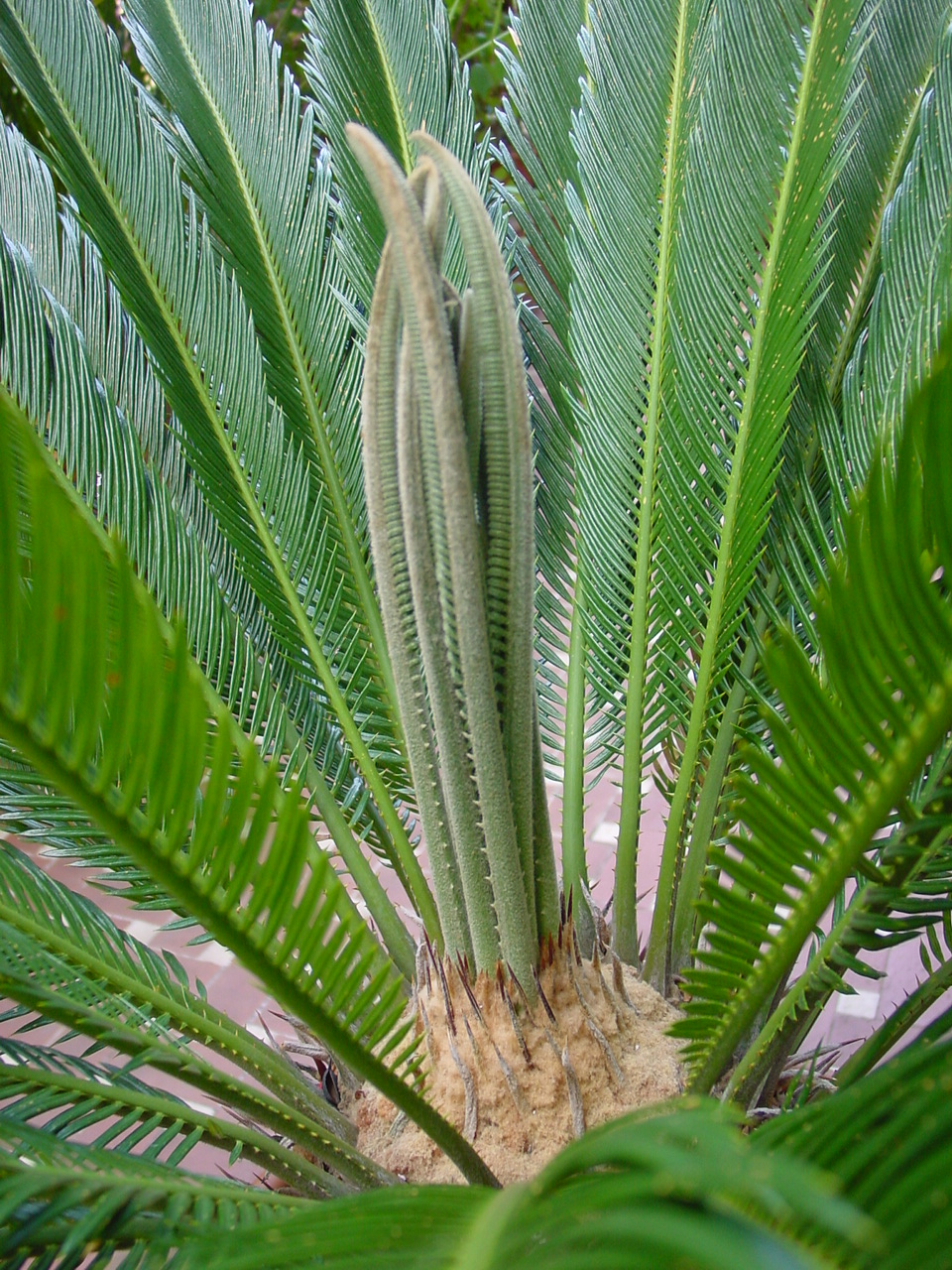
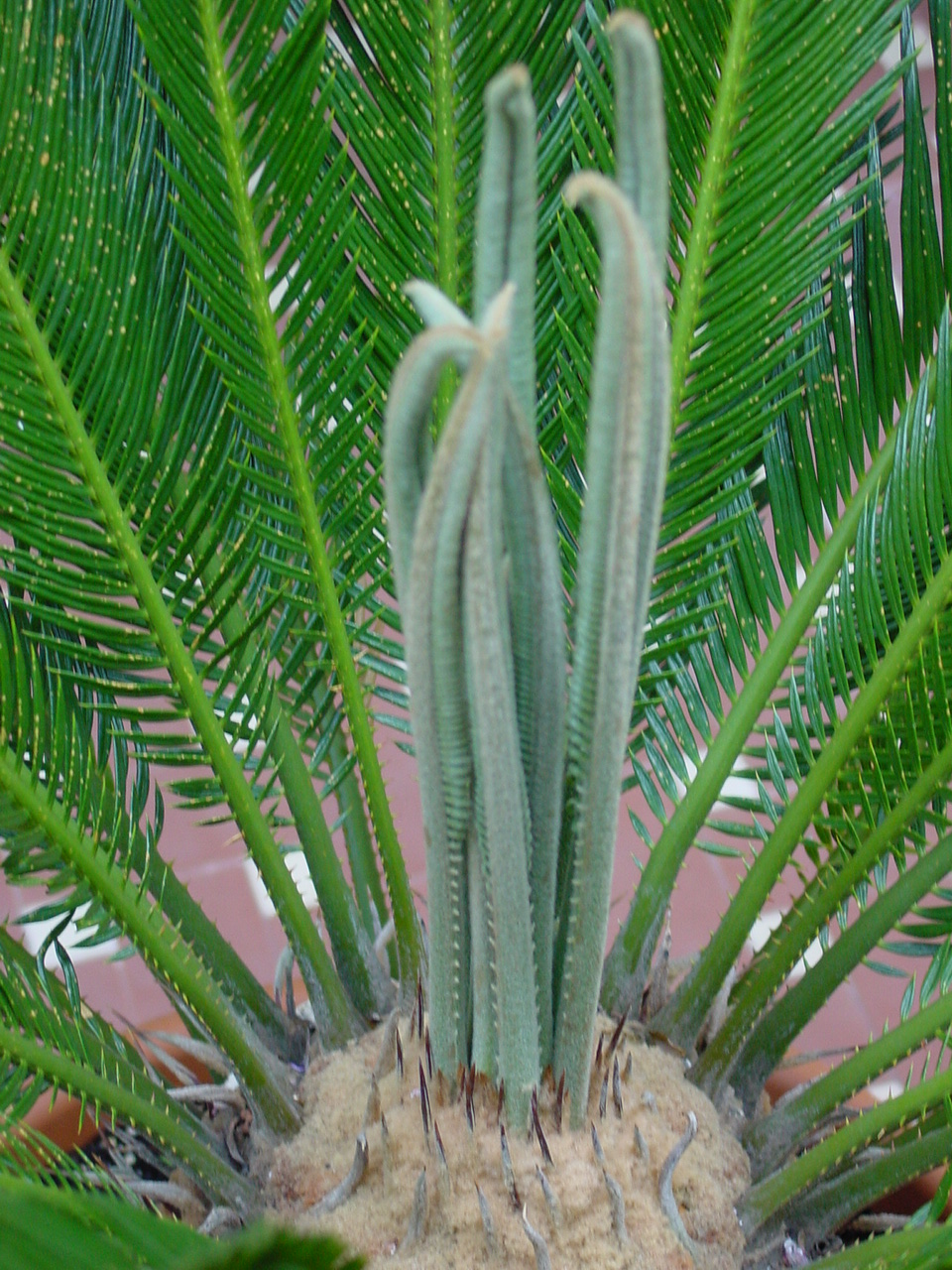
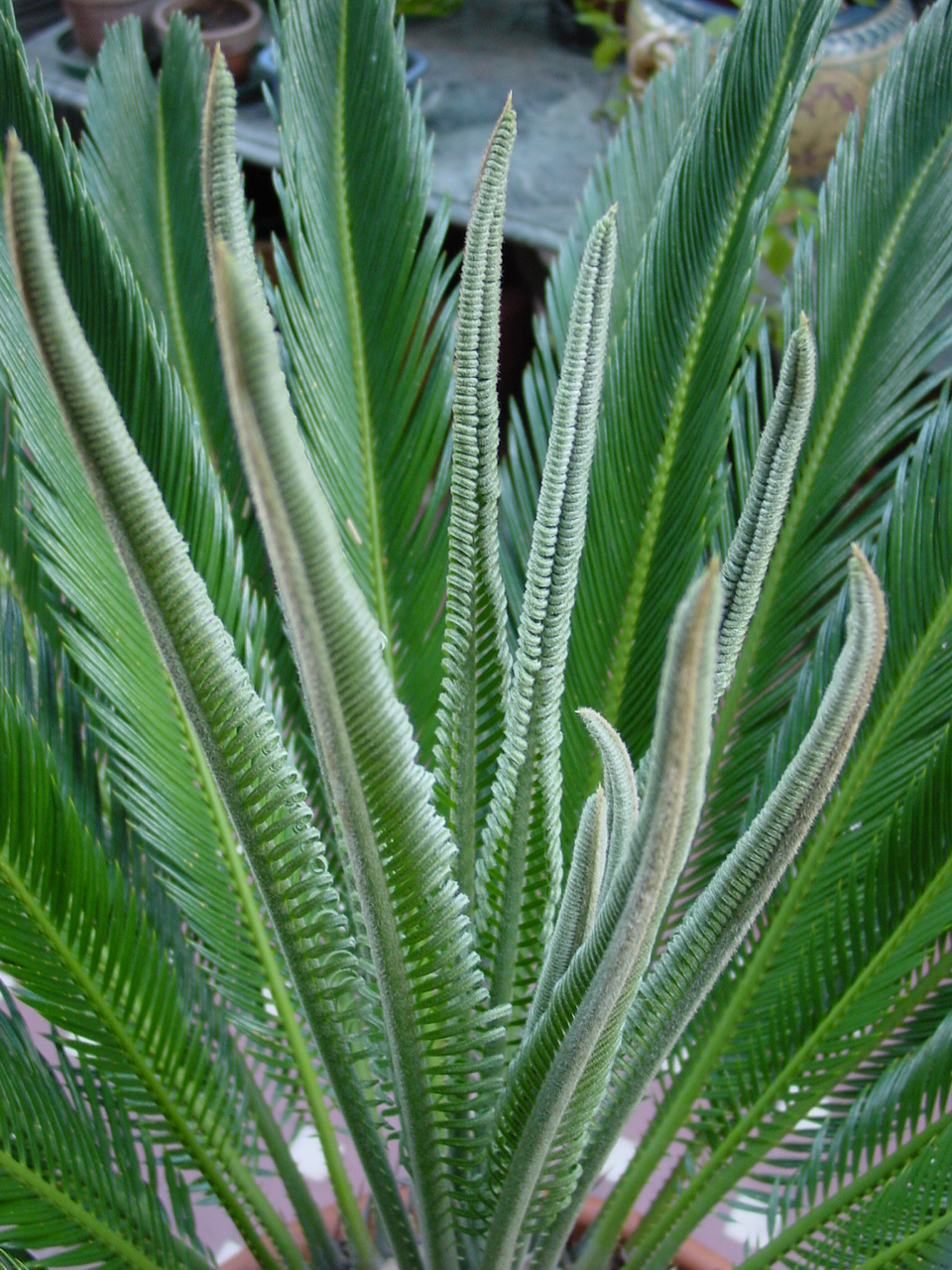
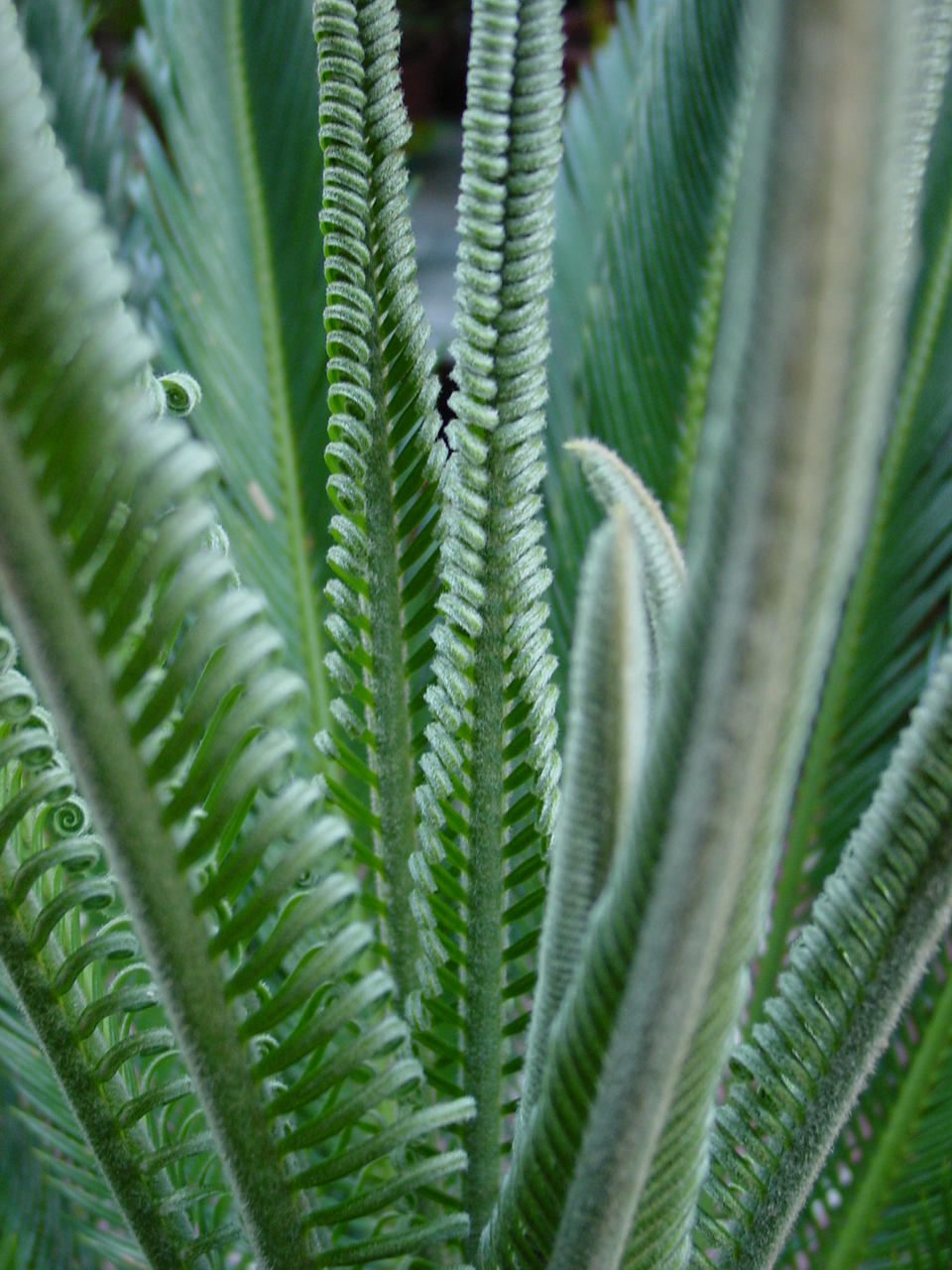

## Biologia
La propagazione può avvenire per semina o per rimozione dei polloni basali.
Come la gran parte delle cicadi è una pianta dioica: i coni maschili e quelli femminili si trovano su esemplari differenti.
Studi recenti hanno  dimostrato che nella C. revoluta l'impollinazione avviene anche tramite insetti (cosiddetta impollinazione entomofila).

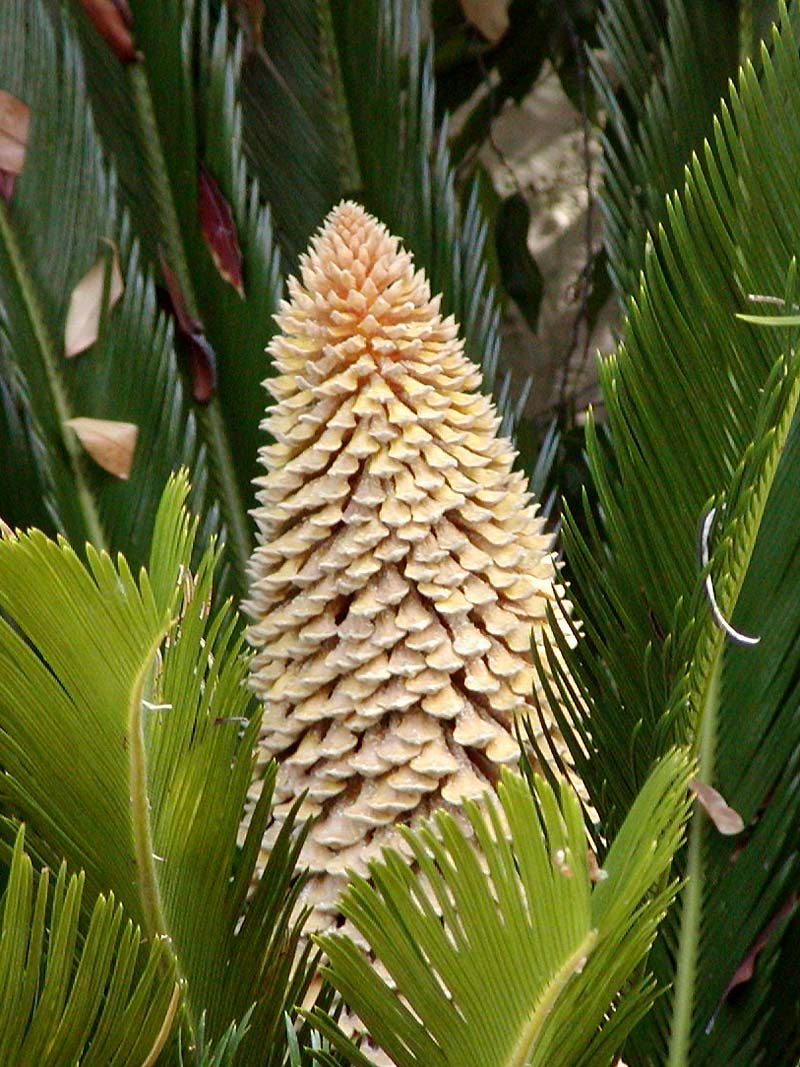
Coni maschili
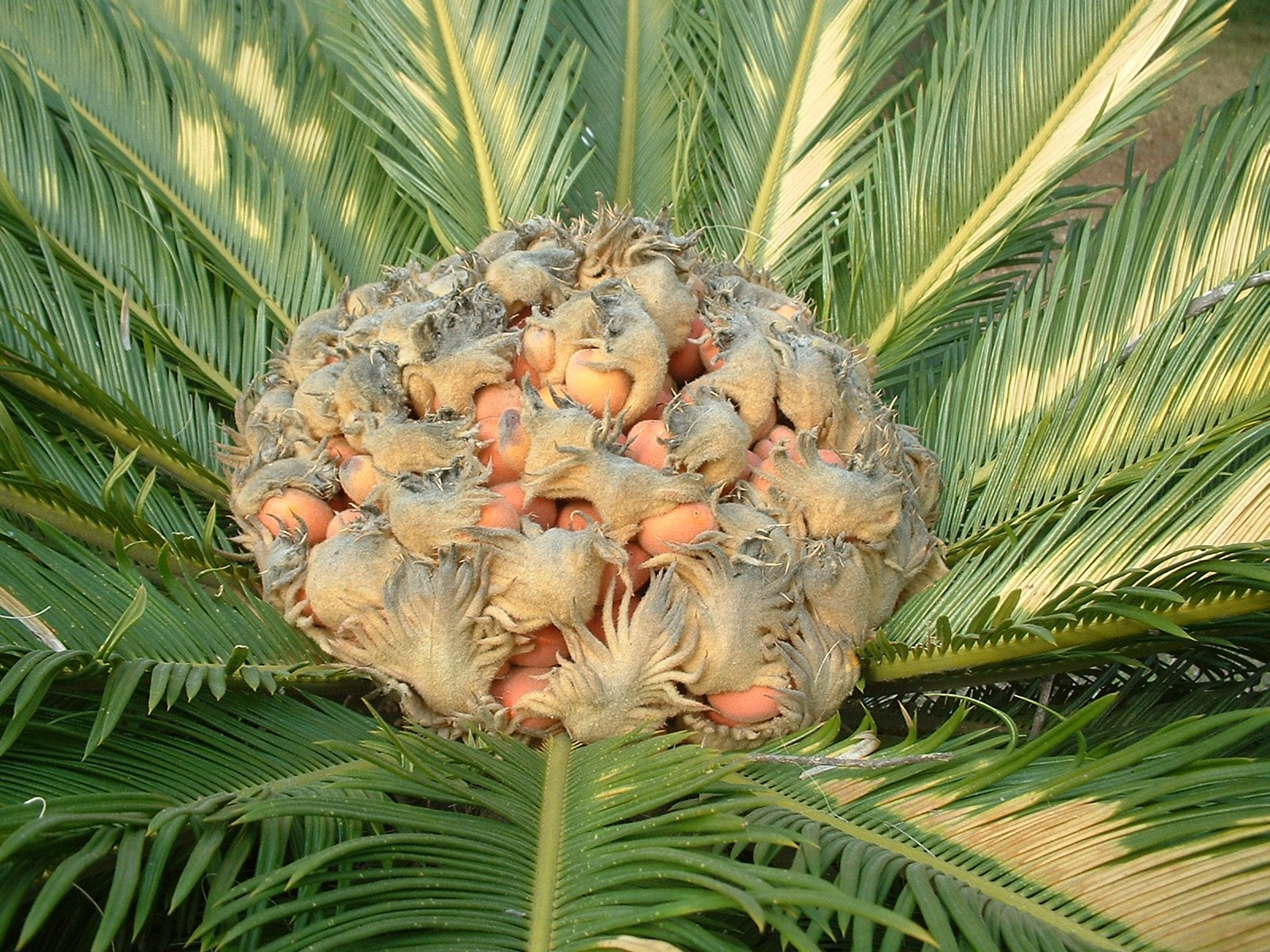
Coni femminili
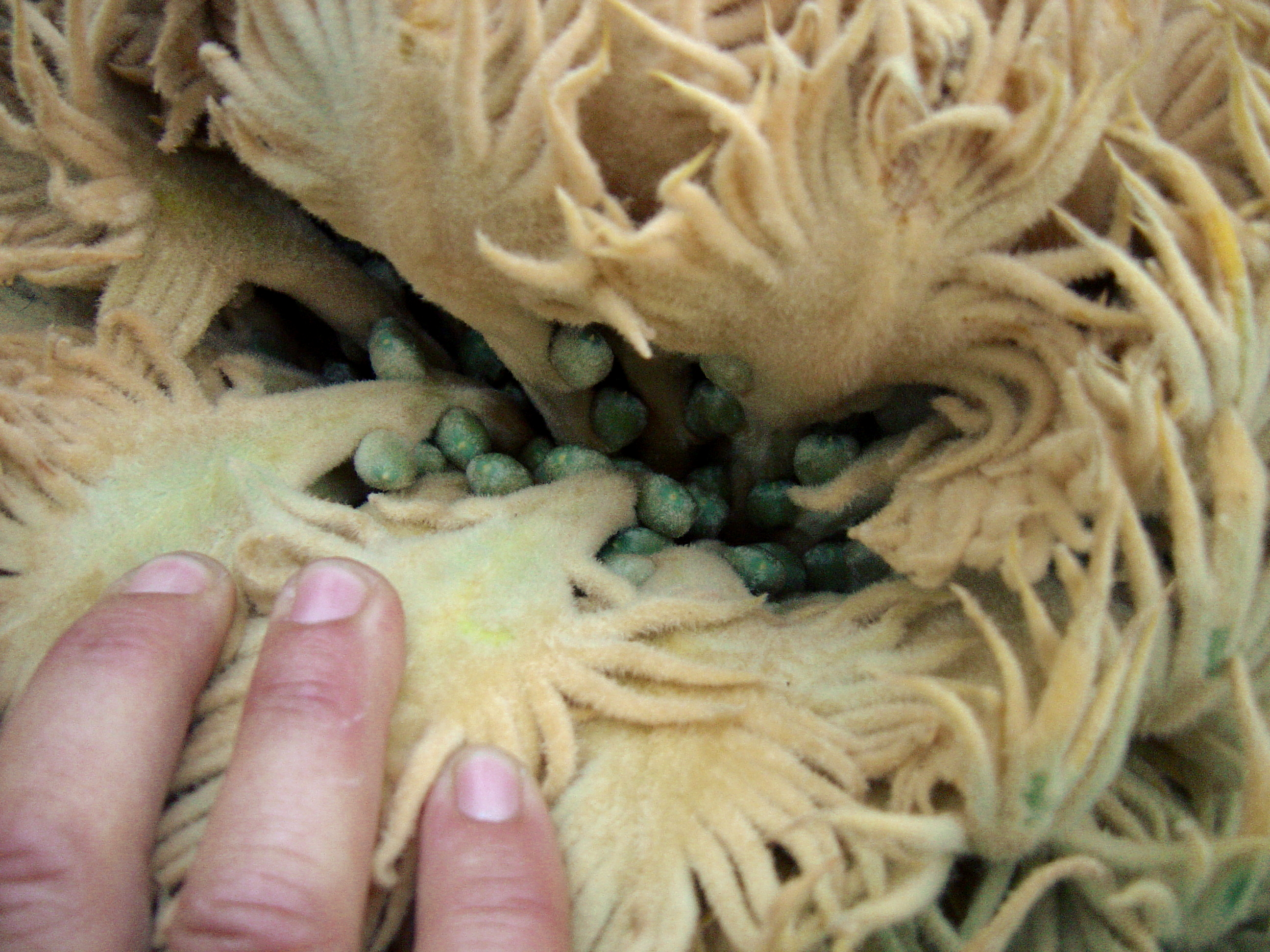
Ovari femminili
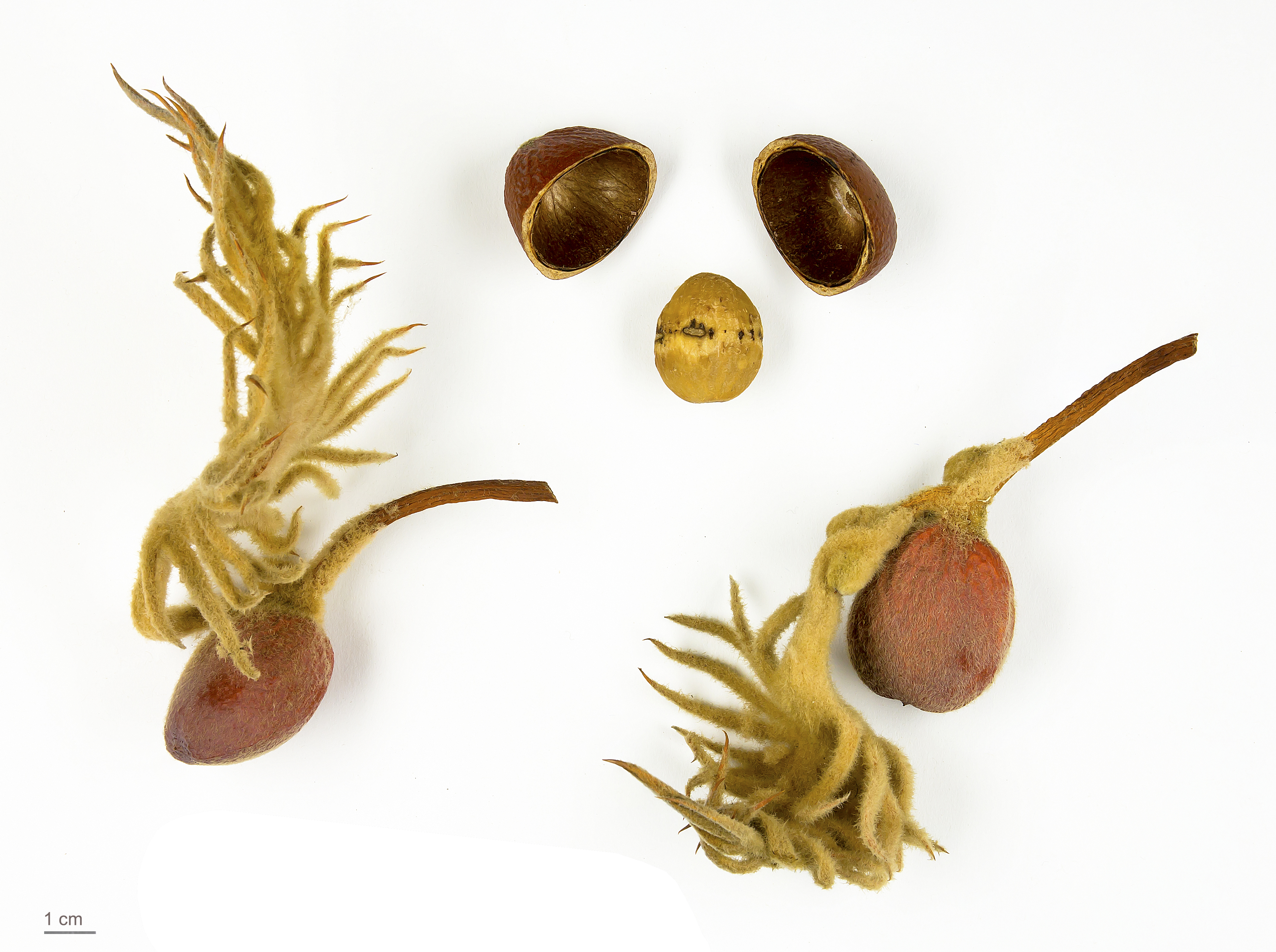
Semi

## Usi
Il midollo del tronco è utilizzato per la preparazione del sago, una fecola di impiego alimentare. Per l'estrazione di tale amido si utilizzano le piante che non sono ancora giunte alla fioritura, tagliandone i tronchi in un certo numero di pezzi, e quindi spaccandoli nel senso della lunghezza, in modo da poterne separare il tessuto interno, dal quale si ottiene la fecola mediante lavaggio. Nei luoghi di produzione il sago rappresenta un prodotto di notevole importanza alimentare e viene anche esportato.
Cycas revoluta, anche in quantità limitate, se ingerite da cani o gatti può provocare danni respiratori ed epatici, e nei casi più gravi la morte. Causa gastroenterite emorragica, coagulopatie, danni epatici, insufficienza renale.
Tra tutte le cicadi Cycas revoluta è una delle più utilizzate a scopo ornamentale: ogni anno nel mondo ne vengono commercializzati milioni di esemplari.